# Heineken Open 2008 - Qualificazioni singolare
Le qualificazioni del singolare  dell'Heineken Open 2008 sono state un torneo di tennis preliminare per accedere alla fase finale della manifestazione. I vincitori dell'ultimo turno sono entrati di diritto nel tabellone principale. In caso di ritiro di uno o più giocatori aventi diritto a questi sono subentrati i lucky loser, ossia i giocatori che hanno perso nell'ultimo turno ma che avevano una classifica più alta rispetto agli altri partecipanti che avevano comunque perso nel turno finale.
Le qualificazioni del torneo Heineken Open  2008 prevedevano 27 partecipanti di cui 4 sono entrati nel tabellone principale.

## Teste di serie
1. Luis Horna (ultimo turno)
2. Martín Vassallo Argüello (secondo turno)
3. Nicolás Massú (Qualificato)
4. Jiří Vaněk (secondo turno)

1. Jesse Levine (ultimo turno)
2. Sam Warburg (primo turno)
3. Jamie Baker (ultimo turno)
4. Matwé Middelkoop (secondo turno)

## Qualificati
1. Lukáš Rosol
2. Tomáš Cakl

1. Nicolás Massú
2. G.d. Jones

## Tabellone

### Legenda
| - Q = Qualificato - WC = Wild card - LL = Lucky loser | - ALT = Alternate - SE = Special Exempt - PR = Protected Ranking | - w/o = Walkover - r = Ritirato - d = Squalificato |

### Sezione 1
|  | Primo turno      | Primo turno      | Primo turno      | Primo turno | Primo turno |  |  | Secondo turno | Secondo turno    | Secondo turno    | Secondo turno | Secondo turno |   |   | Ultimo turno | Ultimo turno | Ultimo turno | Ultimo turno | Ultimo turno |  |
|  |                  |                  |                  |             |             |  |  |               |                  |                  |               |               |   |   |              |              |              |              |              |  |
|  |                  |                  |                  |             |             |  |  |               |                  |                  |               |               |   |   |              |              |              |              |              |  |
|  |                  |                  |                  |             |             |  |  | 1             | Luis Horna       | Luis Horna       | 6             | 6             |   |   |              |              |              |              |              |  |
|  | František Čermák | František Čermák | František Čermák | 6           | 6           |  |  |               | František Čermák | František Čermák | 0             | 1             |   |   |              |              |              |              |              |  |
|  | Gianluca Naso    | Gianluca Naso    | Gianluca Naso    | 4           | 2           |  |  |               |                  |                  |               |               |   |   | 1            | Luis Horna   | Luis Horna   | 2            | 5r           |  |
|  | Lukáš Rosol      | Lukáš Rosol      | Lukáš Rosol      | 6           | 6           |  |  |               |                  |                  | Lukáš Rosol   | Lukáš Rosol   | 6 | 4 |              |              |              |              |              |  |
|  | Conor Niland     | Conor Niland     | Conor Niland     | 3           | 4           |  |  |               | Lukáš Rosol      | Lukáš Rosol      | 6             | 7             |   |   |              |              |              |              |              |  |
|  | 8                | Matwé Middelkoop | Matwé Middelkoop | 6           | 7           |  |  | 8             | Matwé Middelkoop | Matwé Middelkoop | 2             | 6             |   |   |              |              |              |              |              |  |
|  |                  | David Martin     | David Martin     | 4           | 63          |  |  |               |                  |                  |               |               |   |   |              |              |              |              |              |  |

### Sezione 2
|  | Primo turno   | Primo turno   | Primo turno   | Primo turno | Primo turno |  |  | Secondo turno | Secondo turno            | Secondo turno            | Secondo turno | Secondo turno |   |   | Ultimo turno | Ultimo turno | Ultimo turno | Ultimo turno | Ultimo turno |  |
|  |               |               |               |             |             |  |  |               |                          |                          |               |               |   |   |              |              |              |              |              |  |
|  |               |               |               |             |             |  |  |               |                          |                          |               |               |   |   |              |              |              |              |              |  |
|  |               |               |               |             |             |  |  | 2             | Martín Vassallo Argüello | Martín Vassallo Argüello | 5             | 3             |   |   |              |              |              |              |              |  |
|  | Tomáš Cakl    | Tomáš Cakl    | Tomáš Cakl    | 6           | 6           |  |  |               | Tomáš Cakl               | Tomáš Cakl               | 7             | 6             |   |   |              |              |              |              |              |  |
|  | Leoš Friedl   | Leoš Friedl   | Leoš Friedl   | 2           | 1           |  |  |               |                          |                          |               |               |   |   |              | Tomáš Cakl   | Tomáš Cakl   | 6            | 6            |  |
|  | Jun Woong-sun | Jun Woong-sun | Jun Woong-sun | 6           | 6           |  |  |               |                          | 7                        | Jamie Baker   | Jamie Baker   | 2 | 2 |              |              |              |              |              |  |
|  | Mikal Statham | Mikal Statham | Mikal Statham | 2           | 3           |  |  |               | Jun Woong-sun            | 6                        | 3             | 2             |   |   |              |              |              |              |              |  |
|  | 7             | Jamie Baker   | Jamie Baker   | 6           | 6           |  |  | 7             | Jamie Baker              | 2                        | 6             | 6             |   |   |              |              |              |              |              |  |
|  |               | André Sá      | André Sá      | 3           | 2           |  |  |               |                          |                          |               |               |   |   |              |              |              |              |              |  |

### Sezione 3
|  | Primo turno         | Primo turno         | Primo turno         | Primo turno | Primo turno |  |  | Secondo turno | Secondo turno  | Secondo turno  | Secondo turno | Secondo turno |   |   | Ultimo turno | Ultimo turno  | Ultimo turno  | Ultimo turno | Ultimo turno |  |
|  |                     |                     |                     |             |             |  |  |               |                |                |               |               |   |   |              |               |               |              |              |  |
|  |                     |                     |                     |             |             |  |  |               |                |                |               |               |   |   |              |               |               |              |              |  |
|  |                     |                     |                     |             |             |  |  | 3             | Nicolás Massú  | Nicolás Massú  | 6             | 6             |   |   |              |               |               |              |              |  |
|  | Francesco Aldi      | Francesco Aldi      | Francesco Aldi      | 6           | 6           |  |  |               | Francesco Aldi | Francesco Aldi | 3             | 3             |   |   |              |               |               |              |              |  |
|  | Martin Colenbrander | Martin Colenbrander | Martin Colenbrander | 1           | 2           |  |  |               |                |                |               |               |   |   | 3            | Nicolás Massú | Nicolás Massú | 6            | 6            |  |
|  | MÁ López Jaén       | MÁ López Jaén       | MÁ López Jaén       | 6           | 6           |  |  |               |                | 5              | Jesse Levine  | Jesse Levine  | 4 | 3 |              |               |               |              |              |  |
|  | Sam Gould           | Sam Gould           | Sam Gould           | 1           | 1           |  |  |               | MÁ López Jaén  | MÁ López Jaén  | 1             | 4             |   |   |              |               |               |              |              |  |
|  |                     |                     |                     |             |             |  |  | 5             | Jesse Levine   | Jesse Levine   | 6             | 6             |   |   |              |               |               |              |              |  |
|  |                     |                     |                     |             |             |  |  |               |                |                |               |               |   |   |              |               |               |              |              |  |

### Sezione 4
|  | Primo turno    | Primo turno    | Primo turno  | Primo turno | Primo turno |  |  | Secondo turno | Secondo turno  | Secondo turno  | Secondo turno | Secondo turno |   |   | Ultimo turno   | Ultimo turno   | Ultimo turno   | Ultimo turno | Ultimo turno |  |
|  |                |                |              |             |             |  |  |               |                |                |               |               |   |   |                |                |                |              |              |  |
|  |                |                |              |             |             |  |  |               |                |                |               |               |   |   |                |                |                |              |              |  |
|  |                |                |              |             |             |  |  | 4             | Jiří Vaněk     | Jiří Vaněk     | 3             | 2             |   |   |                |                |                |              |              |  |
|  | Alberto Brizzi | Alberto Brizzi | 6            | 2           | 6           |  |  |               | Alberto Brizzi | Alberto Brizzi | 6             | 6             |   |   |                |                |                |              |              |  |
|  | Matt Simpson   | Matt Simpson   | 4            | 6           | 1           |  |  |               |                |                |               |               |   |   | Alberto Brizzi | Alberto Brizzi | Alberto Brizzi | 65           | 4            |  |
|  | G.d. Jones     | G.d. Jones     | G.d. Jones   | 6           | 6           |  |  |               |                | G.d. Jones     | G.d. Jones    | G.d. Jones    | 7 | 6 |                |                |                |              |              |  |
|  | Scott Lipsky   | Scott Lipsky   | Scott Lipsky | 2           | 1           |  |  | G.d. Jones    | G.d. Jones     | G.d. Jones     | 6             | 6             |   |   |                |                |                |              |              |  |
|  |                | Adam Vejmelka  | 6            | 0           | 7           |  |  | Adam Vejmelka | Adam Vejmelka  | Adam Vejmelka  | 4             | 2             |   |   |                |                |                |              |              |  |
|  | 6              | Sam Warburg    | 2            | 6           | 5           |  |  |               |                |                |               |               |   |   |                |                |                |              |              |  |